# تمرسيط (تينفات)
تمرسيط هو دُوَّار يقع بجماعة سيدي احساين، إقليم تارودانت، جهة سوس ماسة في المملكة المغربية. ينتمي الدوّار لمشيخة تينفات التي تضم 21 دوار. يقدر عدد سكانه بـ 345 نسمة حسب الإحصاء الرسمي للسكان والسكنى لسنة 2004.

## روابط خارجية
- البوابة الوطنية للجماعات الترابية نسخة محفوظة 12 مارس 2018 على موقع واي باك مشين.
- المندوبية السامية للتخطيط